# Stadtkirche Bruchsal

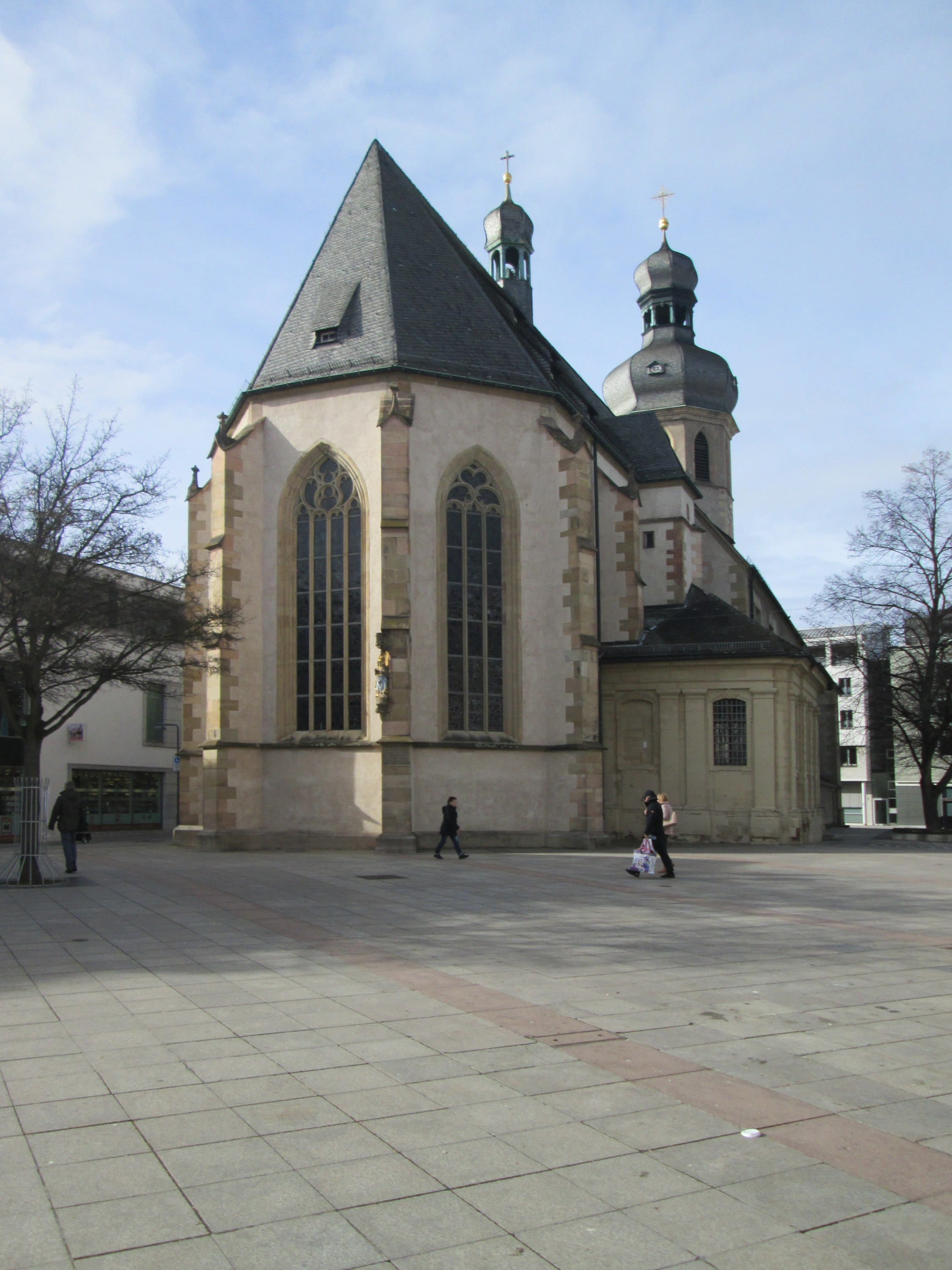
Stadtkirche Bruchsal

Die Stadtkirche Bruchsal ist eine 1447 erbaute katholische Pfarrkirche in Bruchsal im Landkreis Karlsruhe im nordwestlichen Baden-Württemberg. Die Kirche ist Unserer Lieben Frau geweiht.

## Geschichte

### Frühe Geschichte
An der Stelle der heutigen Stadtkirche wird 1268 eine Marienkapelle als ecclesia Sanctae Mariae, 1345 eine unserer frowen Kapelle in der stat und 1464 eine capella Mariae Virginis urkundlich erwähnt. Die Bürgerschaft der Stadt wünschte im 15. Jahrhundert eine repräsentative Kirche und diesem Wunsch kamen auch die Speyrer Bischöfe entgegen. Daher begann man unter der Bischof Reinhard von Helmstatt und seines Vogtes Weiprecht III. von Helmstatt am 27. Mai 1447 durch die Grundsteinlegung zum Chor mit dem Bau einer größeren Kirche, auf deren Fundamenten das heutige Gebäude noch steht.
Pfarrkirche für Bruchsal war zunächst die Peterskirche, doch war die Liebfrauenkirche 1468 mit Benefizien ausgestattet, von denen mehrere bald zusammengelegt wurden, da sie zu wenig dotiert schienen. Vor 1468 wurde an Sonn- und Feiertagen und an den Marienfesten vom Pfarrer oder einem seiner beiden Kapläne die heilige Messe gesungen. Nach 1468 sollte wenigstens an 160 Tagen im Jahr Gottesdienst gehalten werden, wie es in einer kirchlichen Stiftung des Ritters Peter von Talheim heißt. Dieselbe Urkunde legt auch fest, dass dieser Adlige in der Liebfrauenkirche vor dem Altar der Hl. Dreifaltigkeit begraben sein wollte; seine Stiftung betrug 1700 Gulden. Die Liebfrauenkirche wurde aufgrund der Gottesdienstordnung zur Pfarrkirche für die ummauerte Stadt, während die Peterskirche hauptsächlich Pfarrkirche der beiden Vorstädte, der Heidelsheimer und Grombacher Vorstadt blieb.

### Ritterstiftskirche ab 1507
Eine einschneidende Änderung trat am 21. Mai 1507 ein, als der Speyerer Bischof Philipp I. von Rosenberg (1504 bis 1513) dem Ritterstift Odenheim die Liebfrauenkirche zu Bruchsal „frei und voll“ übertrug. Die Urkunde legt fest, dass „Pfarrer und Magistrat von Bruchsal ihre Verwaltung nicht mehr haben“, dass jedoch „die übrigen Pfarrrechte, welche der Pfarrer in genannter Kirche hatte, durch die Bischöfe von Speyer geordnet werden sollen.“ Die Urkunde blieb über die genauen Rechte des Ritterstiftes einerseits, des Pfarrers und der Bürgerschaft Bruchsals andererseits im Unklaren, so dass es in der nachfolgenden Zeit viel Streit gab.
Die Kirche wurde zur Ritterstiftskirche und den Gottesdienst besorgten 12 Stiftsherren, von denen zehn dem Adel angehören sollten. Die restlichen zwei sollten Doktoren des kanonischen und römischen Rechts sein, sie waren gewöhnlich bürgerlicher Herkunft. Außer dem täglich gesungenen Amt waren die Kanoniker auch zu den Stundengebeten, wie sie heute noch in Benediktinerklöstern üblich sind, verpflichtet. Für den Chordienst bedurfte man geschulter Ministranten, die in der ebenfalls 1507 von Odenheim nach Bruchsal verlegten Lateinschule ausgebildet wurden. Zu den Stiftsherren gehörte auch der Prädikator (Prediger), gewöhnlich Doktor des weltlichen Rechts und bürgerlicher Herkunft, der an Sonntagen und in der Fastenzeit predigen sollte.
Der Einzug der Odenheimer Stiftsherren in feierlicher Prozession in die Liebfrauenkirche begrüßt vom Bischof und der Bruchsaler Geistlichkeit wurde im Jahr 1914 von dem Kunstmaler Josef Mariano Kitschker im Chor mit einem im Zweiten Weltkrieg zerstörten Fresko bildlich dargestellt. Mit der Übernahme der Liebfrauenkirche verpflichteten sich die Stiftsherren zum Unterhalt des Baus und seiner Inneneinrichtung, wodurch die Stadt entlastet wurde. Die Verlegung der Lateinschule in die Stadt erwies sich zwar als vorteilhaft, aber die Hoffnung des Bischofs auf einen würdigeren Gottesdienst ging nur zum Teil in Erfüllung, denn die adeligen Herren, die teilweise nur die niederen Weihen besaßen, kümmerten sich nicht so, wie sie sollten, um ihre geistliche Obliegenheiten und waren oft nur schwer zum Gehorsam gegen den Bischof zu bewegen, zumal die Reformation sich auch im Bistum Speyer bemerkbar machte. Auch waren die Ratsherren und Bürger der Stadt Bruchsal darüber verstimmt, dass ihnen der Chor der Kirche entzogen war und dass die Stiftsherren den Pfarrgottesdienst im Langhaus nicht unterstützten, vielmehr auch das Langhaus und damit die ganze Kirche in ihren Besitz bringen wollten.
Diesen offenkundigen Missstand suchte der Bischof Eberhard von Dienheim (1581 bis 1610) durch eine Entscheidung 1590 zu beseitigen, indem er für die Kirche den Magister Martin Chylenus als Pfarrherrn einsetzte und damit die eigentliche Stadtpfarrei begründete. Die endgültige Teilung Bruchsals in zwei Pfarreien war jetzt auch rechtlich vollzogen. Diese Stadtpfarrei umfasste die eigentliche, ummauerte Stadt nördlich der Saalbach.
Der Pfarraltar, dem heiligen Kreuz geweiht, stand unter dem Chorbogen, der Chor selbst blieb weiterhin den Stiftsherren vorbehalten. Gegen diese Entscheidung Eberhards protestierten die Ritter und drohten, die Kirche nach ihrem Gottesdienst abzuschließen, wogegen der Bischof 1593 befahl, „der Vogt solle mit etlichen Bürgern, ohne bewaffnet zu sein, die Kirche offen halten und dem Pfarrer an die Hand gehen“. So scheiterte der Protest der Stiftsherren, der Pfarrer blieb weiterhin im Besitz des Langhauses, aber Ritterstift und Pfarrei standen sich voller Spannung gegenüber.

Am 8. September 1561 fand in der Stiftskirche Bruchsal die feierliche Weihe des Speyerer Fürstbischofs Marquard von Hattstein statt. Sie wurde gespendet durch Weihbischof Jakob Eliner von Konstanz unter Assistenz der Weihbischöfe Georg Schweicker aus Speyer und Johannes Delphius von Straßburg. Den Ablauf der Weihefeier beschreibt der Speyerer Diözesanhistoriker Franz Xaver Remling sehr anschaulich:

„Zur Weihe wurde der 8. September und die Stiftskirche zu Bruchsal festgestellt. Sowohl Johannes Delphius — Episcopus Tripolitanus — von Strassburg, als Jacob — Episcopus Ascaloniensis — von Constanz versprachen einzutreffen und mit dem Speyerer Weihbischofe Georg Schweicker die Feierlichkeit vorzunehmen. Sie kamen Samstags den 6. September nach Bruchsal. Montags morgens gegen sieben Uhr wurde der zu weihende Oberhirte im feierlichen Zuge von der Stiftsgeistlichkeit, an deren Spitze der Stiftsdechant Georg von Koppenstein, aus dem Schlosse, unter dem Geläute der Glocken, in die Stiftskirche abgeholt. Marquard folgte, nach seinen Anverwandten, in langem, schwarzem Sammetrocke mit viereckigem Priesterbaret, hinter ihm der Weihbischof von Constanz, welcher bestimmt war, die Weihe zu spenden, diesem zur Rechten der Weihbischof von Speyer, zur Linken jener von Straßburg. Diesen folgten eine lange Reihe Geistlicher und Weltlicher, darunter mehrere Mitglieder des Domcapitels und des Weissenburger Stiftes. Bei den weltlichen Amtleuten war auch Philipp Simonis, Notar des Domstiftes; der Domscholaster Andreas von Oberstein und der Domvicar Nicolaus Haugk waren die Ministranten. Die Weihe wurde nach kirchlicher Vorschrift vollzogen und von Marquard der dem Pabste zu leistende Eid in die Hände des Konstanzer Weihbischofes abgelegt... Nach geendigter Weihe samt Hochamte sprach Marquard in einer lateinischen Anrede den dreien Suffraganbischöfen seinen Dank aus, worauf der bischöfliche Kanzler das Wort ergriff und die Anwesenden zum frommen Gebete, zur Treue und zum Gehorsame gegen den Neugeweihten aufforderte. Ein frohes Mahl an zehen Tischen im Schloßsaale schloß die Feierlichkeit des Tages.“

### Zerstörung in den Kriegen des 17. Jahrhunderts
Im Dreißigjährigen Krieg begann für die Bevölkerung (Bruchsal zählte um 1600 etwa 1000 Bürger, was einer Einwohnerzahl von 4000 bis 5000 entsprechen mag) eine lange Leidenszeit. Die Stadt wechselte öfter ihren Herrn, sie sah die Pfälzer, die Kaiserlichen, die Schweden und Franzosen in ihren Mauern. Der größte Teil der Bevölkerung ging in den Kriegsnöten zugrunde. Die Stadtkirche als Bau scheint die schreckliche Zeit ziemlich unversehrt überstanden zu haben; aber die Stadt war schwer heimgesucht. 1649 versah auch nur ein Pfarrer beide Bruchsaler Pfarreien. Der Westfälische Frieden 1648 räumte außerdem Frankreich das Besatzungsrecht im nahen Philippsburg ein, und Ludwig XIV. trachtete danach, das ganze linke Rheinufer der französischen Krone anzugliedern. Vor allem im Holländischen Krieg und im Pfälzischen Erbfolgekrieg wurde Bruchsal gründlich von den Franzosen zerstört. 1676 wurde die Stadt zum ersten Male niedergebrannt, darunter „die schöne Stiftskirche mit dem Turm, der Orgel, den Glocken und Uhren, wie auch mit allem, was die armen Leute darein geflüchtet.“ Nur 16 Häuser in der Stadt und 20 in den Vorstädten blieben verschont.
Im nächsten Jahr brannte ein französisches Streifkorps den Hoheneggerhof nieder. 1681 versah man die Kirche und den Turm mit Notdächern, 1683 hielten zwei Jesuitenpatres eine Visitation hier ab. Nach ihrem Bericht bot die Liebfrauenkirche einen „traurigen Anblick. Der früher so reich geschmückte Innenraum lag öde und ausgebrannt“.
1689 wurde Bruchsal erneut von den Franzosen eingenommen. „Am Dienstag, 9. August 1689, ist die französische Armee unter General Duras von Heidelberg her vor die Stadt gerückt und hat Mittwoch zu Mittag mit zwei großen Kanonen und anderem Geschütz, welche sie auf dem Steinsberg (Reserve) und dem Kirchbrücklein (große Brücke) gepflanzt gehabt, die Stadt anfangen zu beschießen, wodurch die Gewölbe der Stiftskirche eingestürzt sind. Durch dieses Unglück sind auch die nach dem vormaligen französischen Brand mit so großen Kosten wieder hergestellte Stiftskirche und andere Stiftsgebäude (gemeint sind die Wohnungen der Stiftsherren) in Rauch aufgegangen.“
Auch das letzte noch unversehrte Gebäude Bruchsals, das Kapuzinerkloster mit gotisierender, 1672 von Mathias von Burgund erbauter Kirche, wurde ein Jahr später eingeäschert, als die Bruchsaler Bevölkerung eine Wallfahrt auf den Michaelsberg machte.
Das Jahr 1690 bedeutete einen Tiefpunkt in der Geschichte Bruchsals, das Ende der mittelalterlichen Stadt. Es standen nur noch ein paar elende Hütten, die Bevölkerung war auf 400 Personen gesunken, ein Bericht der Stadt spricht von 3500 Seelen, die „seithero beerdigt worden“. Einen ungefähren Eindruck vom Aussehen der Stadt mit der Stiftskirche vermittelt eine Zeichnung Simon Schmalkalders, Fouriers im kaiserlichen Heer, aus dem Jahre 1689 kurz vor der totalen zweiten Zerstörung. Die Stadtkirche ist hier mit Notdächern versehen, die gotische Maßwerkgalerie des Turmes ist noch vorhanden.
Neben aller Verwüstung lebten die Streitigkeiten zwischen Ritterstift und Bischof erneut auf. Der Stiftsdekan Johann Adam von Flaxland bestritt seinem Oberhirten das Recht auf eine kirchliche Visitation, weil das Stift reichsunmittelbar sei. Eine Entscheidung zugunsten des Bischofs und der Pfarrei wurde durch die Kriege des späten 17. Jahrhunderts verhindert und fiel erst 1753 durch Urteile des Kaisers und des Papstes.

### Wiederaufbau und Barockisierung im 18. Jahrhundert
Nach den Verheerungen einer fast hundertjährigen Kriegsepoche ging der Wiederaufbau der Stadt mit ihrer Kirche nur sehr langsam vonstatten. Die Gemeinde war arm geworden, selbst die Weinberge waren verdorben. 1690 kam dazu noch eine Seuche, das „große Sterben“, wie sie damals im Gefolge der Kriege immer auftrat. Da auch der Pfarrer dem Sterben erlegen war, wurde der Pfarrgottesdienst bis 1699 in der städtischen Spitalkirche von einem Kapuzinerpater abgehalten. Erst 1699 berichtet der neuernannte Pfarrer von Bruchsal, Rohrmoser, dass die Liebfrauenkirche wieder an Sonn- und Feiertagen von der Gemeinde benutzt werden durfte. So erklärt sich die Tatsache, dass neun Jahre lang die Spitalkirche der Pfarrei diente. Es war in dieser Zeit, als die Bürgerschaft sich erst allmählich durch Zuzug, teilweise durch Einwanderung aus der Schweiz und Oberitalien, ergänzte, für die adeligen Stiftsherren ein leichtes, ihre Ansprüche auf die Liebfrauenkirche auszudehnen. Ihre Grundmauern waren trotz der „großen Brunst“ noch vorhanden.
Sie konnte alsbald nach dem Brand wieder eingedeckt werden. Erst mit dem Regierungsantritt des Bischofs Heinrich Hartard von Rollingen (1711 bis 1719), der zugleich Propst des Stiftes Odenheim war, „einer der klügsten, erfahrensten und gelehrtesten Staatsmänner“, kam in die Verwaltung des Speyrer Bistums ein frischer Wind; bei ihm hatte auch der einfachste Mann Zutritt. Er ließ 1716/17 Chor und Langhaus wieder einwölben und mit guten Dächern versehen. Die Kosten übernahm das Ritterstift Odenheim gemäß den Vereinbarungen von 1507. Die Arbeiten im Langhaus waren 1723 vollendet. Auffallend für die Wiederherstellungsarbeiten ist es, dass sie unter Anlehnung an die gotische Bauweise durchgeführt wurden. Der Turmhelm, der 1676 und 1689 weggebrannt war, wurde indessen im Zeitgeschmack des beginnenden 18. Jahrhunderts mit einer welschen, kräftig ausgebogenen Haube mit Laterne und Aufsatz versehen, wahrscheinlich im Jahre 1718.
Der Nachfolger Rollingens wurde der noch tatkräftigere Kardinal Damian Hugo Philipp von Schönborn-Buchheim (1719 bis 1743), dem das Aufblühen seiner Diözese ein ernstes Anliegen war. Bekanntlich hat er seine Residenz nach Bruchsal verlegt und das weltberühmte Schloss erbaut (Grundsteinlegung am 27. Mai 1722); fromm und gewissenhaft, ein feiner Diplomat in kaiserlichen Diensten, hatte er sich als Deutschordenskomtur als ausgezeichneter Verwaltungsbeamter bewährt; so wurde er zum zweyten Fundator des Speyrer Bistums, wo zahlreiche Kirchen, Rathäuser und Schlösser ihm die Entstehung verdanken. Dabei hat er als sparsamer Landesvater trotz seiner außergewöhnlichen Bautätigkeit das Hochstift Speyer von Schulden befreit und 1.773.000 Gulden hinterlassen. Mit Recht konnte er von sich rückblickend sagen: „Das Hochstift Speyer hab ich steinich gefunden und hab es golden hinterlassen.“ Damian Hugo hat auch die verworrenen Verhältnisse zwischen Stadtpfarrei und Ritterstift geregelt: 1724 erließ er ein Dekret, wonach er Bruchsal in drei Pfarreien teilte:
1. . die Stadtpfarrei, die ummauerte eigentliche Stadt umfassend; 1724 bis 1730 fungierte als Pfarrverweser der Regens des bischöflichen Seminars Dr. Kellermann, der Vertraute und beste Helfer Schönborns in geistlichen Dingen
2. . die Peterspfarrei für die beiden ländlichen Vorstädte südlich der Saalbach
3. . seit 1730 die Hofpfarrei, wozu die heutige Huttenstraße und die Residenzvorstadt zählte.

Im selben Jahr wurden in der Stadtkirche die beiden Altäre in den Seitenschiffen in Auftrag gegeben, rechts der Pfarraltar mit zwei tüchtig gearbeiteten Barockfiguren, der „Liebe und Standhaftigkeit“. Das Altarbild stellte die Krönung Mariens dar, war aber durch Übermalung ziemlich verdorben; links der Altar der Männer-Sodalität mit den Standbildern des Glaubens und der Hoffnung. Das Altarbild, ebenfalls beschädigt, zeigte die heilige Familie. Daher kam es, dass bis zur Zerstörung 1945 die Männer auf der linken Seite der Kirche ihren Platz hatten. Beide Seitenaltäre hat der kurpfälzische Tischler Zeller verfertigt, Auf der Mensa des ersteren Altares stand eine Madonna von dem berühmten Bildhauer Valentin Götz. Außer diesen Seitenaltären befand sich im Langhaus, in einer der nördlichen, von den Strebepfeilern gebildeten Nische, der sogen. Kreuzaltar, eine eindrucksvolle, ruhig gehaltene Darstellung der Kreuzigung Christi mit Maria und Johannes zu Seiten, mit Magdalena zu Füßen des Kreuzes. Diese Gruppe, vor das gotische Fenster gestellt, wirkte im Halbdunkel der Kirche auf den andächtigen Betrachter sehr eindringlich. Sie wurde 1732 von den Stuckateuren Jakob Finsterwald und Michael Zopf geschaffen.
Das barocke Glanzstück der Kirche war der Hochaltar, der trotz des Stilunterschieds mit dem barockisierten gotischen Chor eine innere Einheit bildete. Kein Wunder, hatte doch Balthasar Neumann selbst an seiner Gestaltung beratend mitgewirkt. Der Italiener Pedetti, die beiden Bildhauer Valentin Götz und Johann Gg. Stahl führten ihn 1743–45 aus. Auf einem hohen marmornen Unterbau erhoben sich acht mächtige Säulen, die einen schwungvollen, in der Mitte unterbrochenen Giebel trugen. Zwischen den Mittelstücken zeigte sich in Vollplastik die Himmelfahrt Mariens, überstrahlt von dem Licht, das, durch das Mittelfenster schien, die über der hl. Jungfrau schwebenden Symbole der hl. Dreifaltigkeit aufleuchten ließ. Flankiert war die erhabene Gruppe von den Kolossalstatuen der beiden Apostelfürsten. Schließlich hat das 1756 aufgestellte Chorgestühl für die Stiftsherren die Inneneinrichtung der Kirche vollendet; ein barockes Gitter schloss den Chor vom Langhaus ab, es wurde 1816 als „Alteisen“ verkauft. Um 1750 wurde von dem bischöflichen Baumeister Leonhard Stahl die Sakristei an der Nordseite des Chores errichtet.

### Säkularisation
Unter der Regierung des Fürstbischofs Franz Christoph von Hutten (1743 bis 1770) flackerte der alte Streit zwischen Stift Odenheim und Pfarrei erneut auf, so dass Kaiser und Papst eingreifen mussten. 1753 wurde durch ein Dekret festgelegt, dass das Langhaus der Pfarrgemeinde zustehen sollte. Damit blieb für die nächsten Jahrzehnte ein leidlicher Friede erhalten, aber erst die Säkularisation 1803 schuf endgültige Verhältnisse, allerdings meistens zum Schaden der katholischen Kirche. Denn der ganze weltliche rechtsrheinische Besitz des Hochstiftes Speyer und des Ritterstiftes Odenheim im Wert von 37,6 Millionen Gulden fiel an die protestantischen Markgrafen von Baden, nur mit der Einschränkung, dass die Stiftsherren durch ziemlich geringe Pensionen gesichert sein sollten.
Der Eigenbesitz des Ritterstiftes betrug allein in Odenheim 512 Morgen. Äcker und Gebäude wurden auf 4 Millionen Gulden geschätzt, der der Stadtpfarrei (im Jahre 1680) „an äckern 80 Morgen, Weingärten 2 Morgen, Krautgärtlein 2 Viertel, dazu gehörte ihr der Bauhof zu Neibsheim und verschiedene Einkünfte aus Mühlen und bischöflichem Besitz“. Dieser kirchliche Besitz wurde durch die Säkularisation ebenfalls vom Staat annektiert, allerdings übernahm dieser damit auch die Besoldung der Pfarrgeistlichen und die Instandhaltung von Kirche und Pfarrhaus. Der letzte geistliche Ritter war Johann Graf von Thurn, der 1832 als Subdiakon starb, der letzte Stiftsvikar war der Priester Jakob Schalk, der hier im Alter von 90 Jahren 1843 starb. Der Gottesdienst der Vikare wurde 1808 endgültig eingestellt.
An Allerheiligen 1808 wurde der Chor der Liebfrauenkirche im Beisein des großherzoglichen Amtmanns und des Bruchsaler Stadtrates feierlich der Stadtpfarrei übergeben. Die Übernahme der ganzen Kirche durch die Pfarrei wurde durch eine Prozession zum Hochaltar, darauffolgendes Amt und Te Deum gefeiert. Von 1803 bzw. 1808 ab gehörte die Liebfrauenkirche der Stadtpfarrei, an die Stiftsherren erinnerten nur noch einige Grabdenkmäler und die Bezeichnung Stiftskirche. Der badische Staat war zu ihrer Instandhaltung verpflichtet, eine Verpflichtung, für die er viele wertbeständige Güter übernommen hatte.

### 19. und 20. Jahrhundert
Das 19. Jahrhundert hat der Kirche einige Veränderungen gebracht: 1881 wurde bis auf die Barockaltäre renoviert. Aus dieser Zeit stammt die polychrome düstere Bemalung der Wände, die später Stadtpfarrer Dr. Wetterer mit künstlerischem Empfinden durch einen hellen Verputz ersetzen ließ. Sehr bedeutsam für die Liebfrauenkirche war die Tätigkeit ihres Stadtpfarrers Dr. Anton Wetterer 1907 bis 1939. Zwei Phasen lassen sich während seines Wirkens in Bruchsal unterscheiden; die Errichtung der Südsakristei unter Leitung von Dr. Hirsch 1911 und die Ausschmückung des Chores durch den Maler Kitschker fallen in die Zeit vor dem Ersten Weltkrieg. Die beiden Fresken an den Chorwänden von Kitschker, welche die Verlegung des Ritterstiftes von Odenheim nach Bruchsal behandeln, wurden schon erwähnt. Im barocken Gewölbe des Chores hat derselbe Künstler die Himmelfahrt Mariens dargestellt (Kitschker hatte auch die Bruchsaler Peterskirche ausgemalt).
Die zweite Phase der Erneuerungen fällt in die Zeit zwischen den beiden Weltkriegen. 1917 waren die Glocken des Krieges wegen eingeschmolzen worden, was sich auch im Zweiten Weltkrieg wiederholen sollte. 1926 wurden zunächst fünf neue Glocken und eine Turmuhr mit Westminsterschlag im Turm angebracht, 1927 eine neue Orgel erbaut. In den dreißiger Jahren erhielt die Kirche einen Innen- und Außenverputz, der das gotische Rippengewölbe mit den noch aus dem Mittelalter stammenden Schlusssteinen vorzüglich zur Geltung brachte. Schließlich belebte eine plastische Darstellung des Kreuzweges von Sutor die Mittelschiffpfeiler – da brach der Zweite Weltkrieg aus, der in dem Augenblick die ganze Kirche zerstören sollte, als sie durch die Restaurierungsarbeiten vollendet schien.

## Beschreibung

### Chor
Der im Jahr 1949 wiederaufgebaute Chor hat eine Innenweite von 10,4 auf 17,5 Meter und eine Höhe von 14 Metern. Der von einem niedrigen Sockel umgebene 5/8-Schluss der Apsis wird von sieben Strebepfeilern mit fialenartiger Bekrönung gestützt, die das spätgotische Gewölbe, das in seiner ursprünglichen Schönheit wiedererstanden ist, tragen. In Höhe der Fensterbank läuft ein einfaches, aber kräftiges Gesims um.
Zwei Inschriften an einem der dem Markt zugewandten Chorpfeiler lauten in deutscher Übersetzung: „Im Jahr der allerheiligsten Menschwerdung des Herrn 1447, samstags am 27. Mai, ist der Chor begonnen worden unter dem hochwürdigen Herrn Reinhard, Bischof von Speyer, und Wiprecht von Helmstadt, seinem Vogte.“ und „Wisset, der Erbauer dieses Bauwerkes war Meister Lorenz.“
Am nordöstlichen Chorpfeiler, über dem Gesims und den beiden oben zitierten Inschriften steht unter einem zierlichen Baldachin auf gotischer Konsole eine bedeutende Steinhauerarbeit des 15. Jahrhunderts, eine Muttergottes mit dem Jesusknaben vom Typus der sogenannten Schönen Madonnen, die einzige Plastik der Kirche, die den Angriff vom 1. März 1945 überdauert hat.
Die Halbsäulen mit den das Gewölbe tragenden Diensten im Innern des Chores gehen auf den Bau von 1447 zurück und stützen mit den äußeren Pfeilern heute wieder das erneuerte gotische Gewölbe, dienen also wieder ihrem ursprünglichen Zweck. Den Chor selbst überdeckt ein gotisches Steildach, zu erreichen durch ein schlankes Treppentürmchen und bekrönt mit einem Dachreiter.

### Kirchenschiffe
Nach der Fertigstellung des Chores ruhte ein Menschenalter lang der Bau, wahrscheinlich wegen Geldmangels. So sind das Langhaus und der Turm erst unter der Regierung des Bischofs von Speyer Ludwig von Helmstatt (1478 bis 1504) in Angriff genommen worden. Er erließ die Bestimmung, dass jeder Handwerker, der sich in Bruchsal niederließ, einen halben Goldgulden zum Bau beisteuere. Das Langhaus mit seinen beiden Seitenschiffen wurde in wesentlich kleineren Maßen erbaut als der Chor, das Mittelschiff weist nur 7,6 Meter, die Seitenschiffe nur knapp 4 Meter Breite auf, die Länge der drei Schiffe, durch zwei einfache Pfeilerreihen getrennt, beträgt etwa 29 Meter. Diese Pfeiler trugen die Wände des überhöhten Mittelschiffes; die Rippen des gotischen Gewölbes ruhten auf Konsolen, in den Seitenschiffen verzichtete man auf diese. Indem man die Strebepfeiler nach spätgotischer Gewohnheit in das Innere des Kirchenraumes einbezog, gewann man auf diese Weise im Innern zwischen den Strebepfeilern auf jeder Seite fünf Nischen, in denen man die zwei Seitenportale und Nebenaltäre unterbrachte.
Da das Mittelschiff weder die Breite noch die Höhe des Chores erreichte, überbrückte man diesen konstruktiven Mangel mit Auszwickelungen, die den Gewölbeschub des Mittelschiffes auf die Außenwände des Chores übertrugen. So wirkte das Innere des Langhauses schön, weil die Pfeiler der Schiffe und die einbezogenen Nischen ein abwechslungsreiches Bild boten. Der äußere Anblick stellte sich einfach dar. Hier fielen die verhältnismäßig niedrigen und glatten Wände der Seitenschiffe und das gewaltige Satteldach auf, das alle drei Schiffe überdeckte. Der Turm erhebt sich auf quadratischem Grundriss und geht in Dachhöhe in ein Achteck über. Im Spätmittelalter umlief eine reiche Galerie in Maßwerk die Bekrönung, darüber erhob sich ein schlanker Helm.

### Sakristei
Die Sakristei an der Nordseite des Chores wurde um 1750 von dem bischöflichen Baumeister Leonhard Stahl errichtet. Ein Bau von schlichter Schönheit; seine Wände sind durch Pilaster gegliedert, das Gewände der Fenster zeigt üppigen Rokaillesschmuck, darüber trägt reiches, profiliertes Gesims das Dach. Dieser Anbau ist vom Bombenhagel 1945 verschont worden.

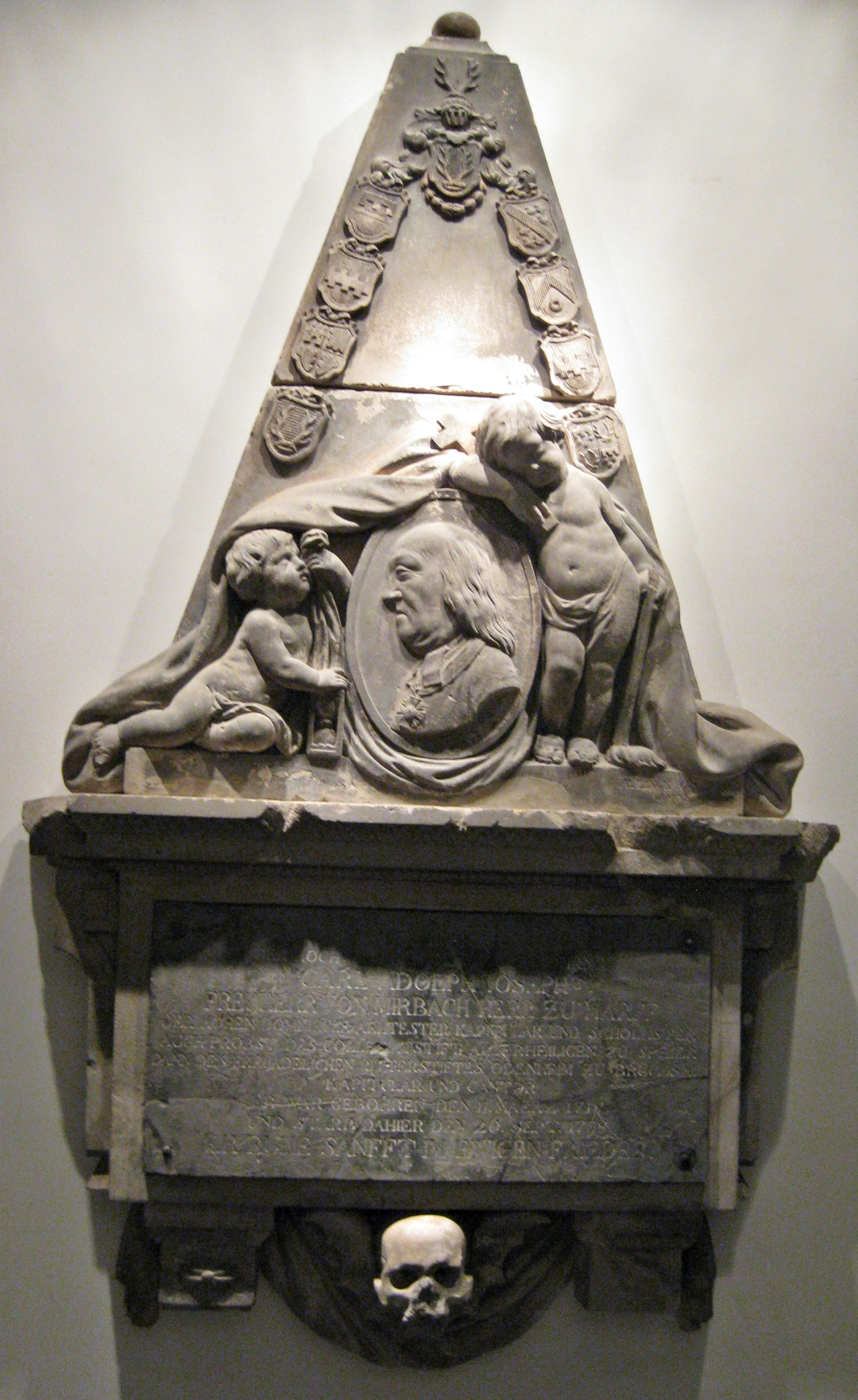
Epitaph des Speyerer Domherrn Karl Joseph von Mirbach (1718–1798), bis 1945 in der Kirche, seit 1999 im benachbarten Vinzentiushaus

### Ausstattung
Nach den Verzeichnissen des 16. Jahrhunderts muss die Kirche einst reich ausgestattet gewesen sein. Zeuge dafür war die bis 1945 erhaltene Kanzel, eine schöne, gotische Steinhauerarbeit. Es werden ein Sakramentshäuschen und mehrere Altäre erwähnt, darunter der Hochaltar im Chor, der Pfarraltar, wo Chor und Langhaus zusammentreffen, und außerdem noch drei Seitenaltäre, darunter ein Kreuzaltar. Diese Altäre muss man sich als gotische Flügelaltäre vorstellen; sie sind bei dem Brand von 1676 zugrunde gegangen.
Aus der Zeit der Renaissance stammen ein Cruzifixus an der äußeren Nordwand der Kirche und einige gut gearbeitete Reliefs im Kircheninnern, Epitaphien von Stiftsherren. Der Cruzifixus zeigt die im 16. Jahrhundert übliche Darstellung des Kreuzestodes; der Heiland hat im Verscheiden leicht das Haupt zur Seite geneigt, die Züge tragen eine wehmütige Ergebung. Leider ist dieser Cruzifixus noch vor dem Angriff 1945 durch Witterungseinflüsse schwer beschädigt worden.

## Orgel
Seit 2009 befindet sich in der Stadtkirche eine restaurierte Chororgel, die 1855 von der Orgelbaufirma Barker & Son (Northampton, GB) für die United Reformed Church in Paulerspury (bei Towcester) erbaut worden war. Das Schleifladen-Instrument steht in einem neugotischen Orgelgehäuse und hat 6 Register auf einem Manual und eines im Pedal. Die Trakturen sind mechanisch.
| Manual C–f3   |    |
| Open Diapason | 8′ |
| Stop Diapason | 8′ |
| Dulciana      | 8′ |
| Gamba         | 8′ |
| Principal     | 4′ |
| Fifteenth     | 2′ |

| Pedal C–d1 |     |
| Subbass    | 16′ |